# Hillův Mlýn
Hillův Mlýn (německy Hillemühl 1.Teil) je malá vesnice a část obce Kytlice v okrese Děčín. Nachází se asi jeden kilometr severozápadně od Kytlic. Hillův Mlýn leží v katastrálním území Falknov o výměře 8,97 km².

## Historie
První písemná zmínka o vesnici pochází z roku 1670.

## Obyvatelstvo
Při sčítání lidu v roce 1921 ve vsi žilo 512 obyvatel (z toho 238 mužů), z nichž bylo 76 Čechoslováků, 423 Němců a tři cizinci. Kromě dvou evangelíků, jedenácti členů nezjišťovaných církví a sedmnácti lidí bez vyznání byli římskými katolíky. Podle sčítání lidu z roku 1930 měla vesnice 475 obyvatel: 64 Čechoslováků, 409 Němců a dva cizince. Největší skupinu tvořili římští katolíci (376 osob) a po nich lidé bez vyznání (69 osob). Kromě nich zde žilo deset evangelíků, čtyři členové církve československé, jeden žid a patnáct starokatolíků.
|                                                                    | 1869 | 1880 | 1890 | 1900 | 1910 | 1921 | 1930 | 1950 | 1961 | 1970 | 1980 | 1991 | 2001 | 2011 |
| ------------------------------------------------------------------ | ---- | ---- | ---- | ---- | ---- | ---- | ---- | ---- | ---- | ---- | ---- | ---- | ---- | ---- |
| Obyvatelé                                                          | 120  | 125  | 120  | 185  | 164  | 174  | 145  | —    | —    | 62   | 34   | 29   | 28   | 34   |
| Domy                                                               | 15   | 15   | 17   | 17   | 20   | 21   | 25   | —    | —    | 16   | 13   | 10   | 10   | 22   |
| Data z let 1950 a 1961 jsou zahrnuta v údajích místní části Mlýny. |      |      |      |      |      |      |      |      |      |      |      |      |      |      |